# Les chefs contre-attaquent
Les chefs contre-attaquent (anciennement Le chef contre-attaque) est une émission de télévision française diffusée entre 2008 et 2018 sur M6.

## Concept
Durant chaque épisode, des chefs cuisiniers relèvent un défi. 
L'émission a initialement été animée par Cyril Lignac , suivi par Philippe Etchebest et Yves Camdeborde, puis par trois ex-candidats de Top Chef rejoignant Ghislaine Arabian (Norbert Tarayre, Pierre Augé et Coline Faulquier).